# Teoria do potencial
Em matemática e física matemática, a teoria do potencial pode ser definida como o estudo de funções harmônicas.

## Definição e comentários
O termo "teoria do potencial" surgiu do fato de que, na física do século XIX, acreditava-se que as forças fundamentais da natureza eram provenientes de potenciais satisfazendo a equação de Laplace. Portanto, a teoria do potencial foi o estudo de funções que poderiam servir como potenciais. Atualmente, sabemos que a natureza é mais intrincada: as equações que descrevem forças são sistemas de equações diferenciais parciais não-lineares, tais como as equações de campo de Einstein e as equações de Yang–Mills, e a equação de Laplace é válida somente como um caso limite. No entanto, o termo "teoria do potencial" tem persistido como um termo conveniente para descrever o estudo de funções que satisfazem a equação de Laplace. Note-se que a equação de Laplace é usada em aplicações de diversas áreas da física, como por exemplo, condução térmica e eletrostática.
Obviamente, existe uma considerável sobreposição entre as teorias do potencial e da equação de Laplace. Na medida em que é possível fazer uma distinção entre estes dois campos, a diferença é mais de ênfase do que de assunto e repousa na seguinte diferença: a teoria do potencial foca sobre as propriedades das funções, em oposição às propriedades da equação. Por exemplo, um resultado sobre as singularidades de funções harmônicas deveria ser dito pertencer à teoria do potencial, enquanto um resultado sobre como a solução depende dos valores sobre o contorno deveria ser dito pertencer à teoria da equação de Laplace. Obviamente, isto não é uma distinção muito claramente posta, e na prática existe considerável sobreposição entre os dois campos, com métodos e resultados de um sendo usados no outro.
A moderna teoria do potencial está também intimamente ligada à probabilidade e à teoria de cadeias de Markov. No caso do contínuo, isto está intimamente relacionado à teoria analítica. No caso de espaços de estados finitos, esta conexão pode ser obtida introduzindo um circuito elétrico no espaço de estados, com resistência entre os pontos inversamente proporcional à transição de probabilidades e densidades proporcionais aos potenciais. Mesmo no caso finito, o análogo I-K do Laplaciano em teoria do potencial tem seu próprio máximo principal, unicidade principal, balanço principal, e outros.

## Simetria
Um ponto de partida e princípio organizacional útil no estudo de funções harmônicas é a consideração de simetrias da equação de Laplace. Embora não seja uma simetria no sentido usual do termo, podemos iniciar com a observação de que a equação de Laplace é linear. Isto significa que o objeto fundamental de estudo em teoria do potencial é um espaço linear de funções. Esta observação vai se revelar especialmente importante quando considerarmos a abordagem de espaços funcionais no assunto, em uma seção a seguir.
Quanto à simetria no sentido usual do termo, podemos iniciar com o teorema que estabelece que as simetrias da equação de Laplace {\displaystyle n}-dimensional são exatamente as simetrias conforme do espaço euclidiano {\displaystyle n}-dimensional. Este fato tem diversas implicações. Primeiro de tudo, podemos considerar funções harmônicas que são transformadas sob representações irredutíveis do grupo conforme ou de seus subgrupos (tal como o grupo de rotações ou translações). Procedendo desta forma, obtemos sistematicamente as soluções da equação de Laplace que surgem a partir de separação de variáveis tais como soluções por harmônicos esféricos e série de Fourier. Superpondo linearmente estas soluções, obtemos classes mais abrangentes de funções harmônicas que pode ser mostrado serem densas no espaço de todas as funções harmônicas sob topologias adequadas.
Em segundo lugar, podemos usar simetria conforme para entender truques e técnicas clássicos para gerar funções harmônicas tais como transformada de Kelvin e o método das imagens.
Em terceiro lugar, podemos usar transformação conforme para mapear funções harmônicas em um domínio em funções harmônicas em outro domínio. O caso mais comum de tal construção é relacionar funções harmônicas em um disco a funções harmônicas em um semi-plano.
Em quarto lugar, podemos usar simetria conforme para estender funções harmônicas a funções harmônicas em uma variedade de Riemann conforme plana. Talvez a mais simples de tal extensão é considerar uma função harmônica definida sobre todo o Rn (com a possível exceção de um conjunto discreto de pontos singulares) como uma função harmônica na esfera {\displaystyle n}-dimensional. Situações mais complicadas também podem surgir. Por exemplo, podemos obter um análogo de maior dimensão à teoria da superfície de Riemann expressando uma função harmônica de múltiplos valores (multiply valued) como uma função de valor simples (single-valued) em um ramo cobertura Rn ou podemos considerar funções harmônicas que são invariantes sob um subgrupo discreto do grupo conforme como funções sobre uma variedade (manifold) ou orbifold.

## Duas dimensões
Do fato de que o grupo das transformações conforme é infinitamente dimensional em duas dimensões e de dimensão finita para mais do que duas dimensões, podemos supor que a teoria do potencial em duas dimensões é diferente da teoria do potencial em outras dimensões. Isto é correto e, de fato, quando observamos que qualquer função harmônica bidimensional é a parte real de uma função analítica complexa, vemos que o tópico teoria do potencial bidimensional é substancialmente o mesmo que análise complexa. Por esta razão, quando o tema é teoria do potencial, focamos a atenção sobre teoremas válidos para três ou mais dimensões. Neste contexto, um fato surpreendente é que muitos resultados e conceitos originalmente descobertos em análise complexa (tal como o teorema de Schwartz, teorema de Morera, o teorema de Casorati–Weierstrass, série de Laurent, e a classificação de singularidades como removível, polos e singularidades essenciais) são generalizados para resultados sobre funções harmônicas em qualquer dimensão. Considerando quais teoremas da análise complexa são casos especiais de teoremas da teoria do potencial em qualquer dimensão, pode-se ter uma ideia de exatamente o que é específico da análise complexa em duas dimensões e o que é simplesmente uma instância bidimensional de resultados mais gerais.

## Comportamento local
Um tópico fundamental na teoria do potencial é o estudo do comportamento local de funções harmônicas. O mais fundamental teorema sobre comportamento local é talvez o teorema da regularidade para a equação de Laplace, que estabelece que funções harmônicas são analíticas. Existem resultados que descrevem a estrutura local de conjunto de nível de funções harmônicas. O teorema de Bôcher caracteriza o comportamento de singularidades isoladas de funções harmônicas positivas. Como aludido na seção anterior, podemos classificar as singularidades isoladas de funções harmônicas como singularidades removíveis, polos e singularidades essenciais.

## Desigualdades
Uma abordagem de grande êxito para o estudo de funções harmônicas é a consideração de desigualdades por elas satisfeitas. Talvez a mais básica de tais desigualdades, da qual muitas outras são derivadas, é o princípio do máximo. Outro importante resultado é o teorema de Liouville, que estabelece que as únicas funções harmônicas limitadas definidas em todo o Rn são, de fato, funções constantes. Adicionalmente a estas desigualdades básicas, temos a desigualdade de Harnack, que estabelece que funções harmônicas positivas em domínios limitados são mais ou menos constantes.
Uma aplicação fundamental destas desigualdades é provar a convergência de famílias de funções harmônicas ou funções sub-harmônicas, ver o princípio de Harnack. Estes teoremas sobre convergência podem ser usados frequentemente para provar a existência de funções harmônicas com propriedades particulares.

## Espaço das funções harmônicas
Como a equação de Laplace é linear, o conjunto das funções harmônicas definido em um dado domínio é, de fato, um espaço vetorial. Definindo normas e/ou produtos internos adequados, podemos obter conjuntos de funções harmônicas que formam espaços de Hilbert ou Banach. Desta forma, obtemos espaços como espaço de Hardy, espaço de Bloch e espaço de Bergman.